# Ů (латиниця)
Ů, ů (u з кільцем) — літера розширеної латинської абетки. Використовується в чеській і сілезькій мовах, а також у запропонованій орфографії сілезької мови Фелікса Штоєра. Назва літери в чеській мові — u s kroužkem.

## Чеська мова
У чеській мові позначає довгий звук /u:/, використовується на рівні з літерою ú, з якою чергується.

### Історія

#### Перехід ó-uo-ú
Поява літери ů тісно пов’язана з фонетичною зміною /ó/ > /uo/ > /ú/, що відбулася в чеській мові в 14-15 століттях. 

### Чергування ú-ů
Літера ů чергується з літерою ú. Якщо літера ú пишеться на початку слова, то ů — у середині або в кінці, наприклад kůň, průkazka, původ, dolů, domů.

## Сілезька мова
В алфавіті сілезької мови Фелікса Штоєра позначає звук, перехідний між o та u, за звучанням схожий на польське ó.

### Використання в інших алфавітах сілезької мови
Окрім алфавіту Штоєра використовується в так званому "сілезькому фонетичному алфавіті", де позначає такий самий звук, що і в алфавіті Штоєра - [ó].

## Зовнішні посилання
- https://www.mojecestina.cz/article/2012033103-o-krouzku-nad-u